# B'lieve I'm Goin Down...
B'lieve I'm Goin Down... è il sesto album in studio del musicista statunitense Kurt Vile, pubblicato nel settembre 2015 da Matador Records.

## Tracce
1. Pretty Pimpin – 4:58
2. I'm an Outlaw – 4:21
3. Dust Bunnies – 4:38
4. That's Life, Tho (Almost Hate to Say) – 6:26
5. Wheelhouse – 6:14
6. Life Like This – 4:04
7. All in a Daze Work – 4:59
8. Lost My Head there – 6:55
9. Stand Inside – 5:12
10. Bad Omens – 2:50
11. Kidding Around – 4:27
12. Wild Imagination – 5:50

## Critica
Il disco è stato inserito nelle classifiche dei migliori album del 2015 secondo Pitchfork e secondo NME; in particolare Pitchfork lo ha inserito alla posizione #23, mentre NME alla posizione #11.